# Crati
El Crati és un riu del sud d'Itàlia a Calàbria.
El seu nom antic era Crathis, i era un dels rius més cabalosos del Brutium. A la part nord feia frontera entre els brucis i Lucània. Neix al nucli muntanyós del Brutium, prop de Cosentia, i passava per sota de les muralles d'aquella població. Segueix en direcció nord, fins que gira bruscament i va a desaiguar al golf de Tàrent, al sud de la ciutat de Turis. Actualment, abans de desembocar al mar, rep les aigües del riu Síbaris (actualment Coscile). Per la seva proximitat a l'antiga ciutat de Síbaris, en van parlar diversos autors a l'antiguitat. En parla Eurípides, que menciona el color vermell daurat de les seves aigües, i diu que donava aquest color als cabells. L'esmenten també Ovidi, Plini el Vell i Estrabó.
A l'antiguitat, les planes que hi havia vora el riu eren extremadament fèrtils, però patien inundacions sobtades pels afluents que tenia, que es convertien en torrents desbocats en cas de tempestes, i desviaven també el curs del riu. Quan els habitants de Crotona van conquerir i destruir la ciutat de Síbaris l'any 510 aC van desviar el curs del Crati que va inundar la ciutat la va deixar coberta d'aigua, segons Heròdot.